# Tom Digbeu
Tom Digbeu Champion (* 24. September 2001 in Barcelona) ist ein französisch-spanischer Basketballspieler.

## Werdegang
Der Sohn des früheren französischen Nationalspielers Alain Digbeu begann im Alter von zwölf Jahren im spanischen Alicante mit dem Basketballsport, zuvor trieb er Fußball, Tennis und Schwimmsport. Er verbrachte im U14-Alter ein Jahr am Nachwuchsleistungszentrum im französischen Lyon und spielte gleichzeitig für die Jugend von ASVEL Lyon-Villeurbanne. Nach einem Jahr kehrte er mit seiner Mutter nach Alicante zurück, 2015 wechselte Digbeu dann in die Nachwuchsabteilung des FC Barcelona. Er kam später in Barcelonas B-Mannschaft in der zweithöchsten spanischen Spielklasse, LEB Oro, zum Einsatz.
Im Sommer 2019 wurde Digbeu vom litauischen Spitzenverein Žalgiris Kaunas verpflichtet und sofort an Vytautas Prienai-Birštonas weitergereicht, um dort Einsatzzeit zu sammeln. Er blieb zwei Jahre bei der Mannschaft, im Vorfeld der Saison 2021/22 wechselte Digbeu zu den Brisbane Bullets nach Australien, um über das von der National Basketball League (NBL) angebotene Förderprogramm den Sprung in die nordamerikanische Liga NBA zu versuchen. Er bestritt in der Saison 2021/22 19 Spiele für Brisbane und kam auf einen Mittelwert von 4,6 Punkten je Begegnung.
Beim Draftverfahren der nordamerikanischen NBA G-League wurde Digbeu im Oktober 2022 an 28. Stelle von der Mannschaft Motor City Cruise ausgewählt und wurde zur Saison 2022/23 ins Aufgebot genommen. Digbeu kam in der NBA G-League zu einem Kurzeinsatz, Ende November 2022 wechselte er zum französischen Zweitligisten Alliance Sport Alsace.
Im November 2023 unterschrieb Digbeu einen Dreijahresvertrag beim spanischen Erstligisten CB Gran Canaria, wurde aber umgehend an den Zweitligisten CB Menorca verliehen. Der Dreijahresvertrag wurde nach dem Ende der Saison 2023/24 aufgelöst. Rund zehn Monate nach seinem letzten Pflichtspieleinsatz wurde Digbeu Mitte Januar 2025 vom Tabellenletzten der höchsten französischen Liga, Stade Rochelais Basket, verpflichtet.

### Nationalmannschaft
Digbeu wurde in die französische Jugendnationalmannschaft berufen, nachdem er das Angebot abgelehnt hatte, auf internationaler Ebene für Spanien zu spielen.